# Mailee Winterberg
Mailee Winterberg (* 12. Februar 2003 in Langenhagen) ist eine deutsche Handballspielerin, die für den Schweizer Erstligisten GC Amicitia Zürich aufläuft.

## Karriere

### Im Verein
Winterberg spielte bei der TSV Burgdorf, mit deren C-Jugend sie im Jahr 2018 die Landesmeisterschaft des Handball-Verbands Niedersachsen und des Bremer Handballverbands gewann. Im selben Jahr schloss sich Winterberg dem Buxtehuder SV an. Mit der Buxtehuder B-Jugend gewann sie im Jahr 2019 die deutsche Meisterschaft. Anschließend lief die Linkshänderin für die 2. Damenmannschaft in der 3. Liga sowie in der A-Jugendbundesliga auf. Winterberg gab am 21. November 2020 ihr Bundesligadebüt gegen den 1. FSV Mainz 05. Nach der Saison 2022/23 legte sie eine Pause ein. Aus dieser kehrte sie im Sommer 2024 zurück und unterschrieb einen Vertrag beim Schweizer Erstligisten GC Amicitia Zürich.

### In Auswahlmannschaften
Mailee Winterberg gehörte ab dem Jahr 2016 dem Kader der niedersächsischen Auswahl an. Mit dieser nahm sie im Februar 2018 an der Leistungssportsichtung des Deutschen Handballbundes teil und wurde dort in das All-Star-Team der Veranstaltung gewählt. Beim ein Jahr später ausgetragenen Deutschland-Cup, dem Abschlussturnier der Landesauswahlmannschaften, belegte sie mit Niedersachsen den vierten Platz. Winterberg gehört dem Kader der deutschen Jugendnationalmannschaft an, für die sie auch schon Länderspiele bestritt. Sie nahm mit Deutschland an der  U-19-Europameisterschaft 2021 teil.